# Bálványos
Bálványos község Somogy vármegyében, a Siófoki járásban.

## Fekvése
A Külső-Somogyi dombság északi részén, a Balatontól körülbelül 10 kilométerre délre, a déli part legmagasabb és a megye harmadik legmagasabb pontjának számító 311 méteres Gyugy-háttól délre, két észak-déli irányú völgyben fekszik. Zsáktelepülés, közúton a Kaposvár-Szántód közti 6505-ös útról leágazó 65 116-os számú mellékúton, illetve közvetlenül az M7-es autópálya felől érhető el. A szomszédos községek: Kőröshegy, Zala, Lulla, Balatonendréd, Kereki és Pusztaszemes.

## Nevének eredete
Neve a "kőoszlop, határkő" jelentésű bálvány  főnévből származik: "bálványos falu, vagyis olyan falu, amelynek nevezetessége valamely oszlop” – írja Várkonyi Imre Somogy megye helységneveinek rendszere című könyvében.

## Története
Bálványos és környéke már a honfoglalást megelőző időkben is lakott hely lehetett, amit a területén előkerült bronz fibula is bizonyít. A legenda szerint Koppány menekülő, maradék hadainak nyújtott menedéket. 1001-ben említi Baluvanis alakban írva a pannonhalmi apátság alapítólevele. A tihanyi apátság 1055-ös alapítólevelében Baluvana írásmóddal lovak legeltetésére alkalmas területként szerepel.
Bálványost Szent István király a Pannonhalmi apátságnak adományozta. Neve előfordul Szent László király összeíró levelében is, a somogyi részbirtokok között, és IX. Gergely pápa 1232. évi bullájában is említés van róla. 1229-ben a Lőrinte nemzetségnek és a székesfehérvári káptalannak is voltak itt birtokai, 1358-ban pedig a tihanyi apátság birtokai között szerepelt. 1431-ben a vránai perjelség, 1473-ban a nagy-pói Bálványosi család és a székesfehérvári János-lovagok voltak birtokosai. 1488-ban Bálványosi György örökös nélküli halála után Nagylucsei Orbán egri püspök és testvérei és Endrédi Somogyi Bernát nyerték adományul. 1512-ben Bálványos egy részét Perneszi Pál fia Imre nyerte adományul II. Ulászló magyar királytól. 1545-ben enyingi Török János telepített ide protestáns jobbágyokat.
A település a törökök kiűzése után, a 18. században indult gyorsabb fejlődésnek, ekkoriban 300 lakosa volt. 1848-ban a falu jegyzőjének vezetésével 69 férfi állt be nemzetőrnek. Az 1848–49-es forradalom és szabadságharc után a bécsi Satzger család hozott létre majorságot és építkezett a községben. Van olyan forrás, amely szerint 1866-ban Bálványoson nyílt meg Somogy vármegye első óvodája, bár más forrás szerint 1867-ben a berzencei volt az első.
A 20. század elején Somogy vármegye Tabi járásához tartozott, és ekkor 1540-en lakták.
1910-ben 1319 lakosából 1303 magyar volt, ebből 837 református, 440 római katolikus, 30 pedig evangélikus.
Később Horthy Miklós vadászterülete lett a vadban gazdag vidék, ő építette ki a műutat a faluig. A második világháborút követően lakóinak száma megfogyatkozott. Ma főleg a közeli Balaton-parti településekre jár dolgozni a lakosság, illetve egyéni gazdálkodást folytat.
A 20. század elején a községhez tartozott Csege-puszta is.

### Csege
Nevét 1229-ben már említették az oklevelek. Ekkor a székesfehérvári káptalan birtoka volt. Egy 1277-ben kelt oklevél szerint a Gutkeled nemzetség majdáni (Sopron vármegye) ősi monostorához tartozó szolgák egy része itt lakott. A falu lelkészét is már 1233-ban említik az oklevelek, és neve az 1332-1337. évi pápai tizedjegyzékben is szerepel plébánosával együtt.  1333-ban Csegei Füle Péter, 1460-ban Somogyi Imre, 1466-ban pedig a  veszprémi püspökség birtoka volt.  1488-ban Nagylucsei Orbán és testvérei nyerték adományul, majd 1512-ben Perneszi Imre birtokában találjuk. 1536-ban a székesfehérvári prépost, az éneklő kanonok és a veszprémi püspök voltak az urai. 1557-ben Takaró Mihály és Magyar Bálint birtoka volt. Az 1572. évi tihanyi úrbéri összeírás szerint egykor a székesfehérvári káptalan volt itt birtokos. 1585-1589-ben Tihany várához tartozott, és az 1573-1574 évi török kincstári adólajstromban 4 házzal van felvéve. 1591-1606 között az elpusztult helységek között tartották számon. 1665-ben a Perneszieké, de Perneszi János itteni birtokait Szabó Jánosnak idegenítette el. 1726-1733-ban ismét a Perneszieké volt.

## Közélete

### Polgármesterei
- 1990–1994: Tóth Lajos (független)[5]
- 1994–1996: Varga László (független)[6]
- 1996–1998:
- 1998–2002: Vass Ottó (független)[7]
- 2002–2006: Sebestyén Gyula (független)[8]
- 2006–2010: Sebestyén Gyula (független)[9]
- 2010–2014: Sebestyén Gyula (független)[10]
- 2014–2019: Sebestyén Gyula (független)[11]
- 2019–2024: Sebestyén Gyula (független)[12]
- 2024– : Sebestyén Gyula (független)[1]

A településen 1996. május 12-én időközi polgármester-választást tartottak, egyelőre tisztázatlan okokból.

## Népesség
A település népességének változása:
| Lakosok száma | 544  | 550  | 541  | 560  | 557  | 550  | 550  |
|               | 2013 | 2014 | 2015 | 2021 | 2022 | 2023 | 2024 |

A 2011-es népszámlálás során a lakosok 90,9%-a magyarnak, 1,5% németnek, 0,5% örménynek, 0,2% szerbnek, 0,2% ruszinnak mondta magát (8,8% nem nyilatkozott; a kettős identitások miatt a végösszeg nagyobb lehet 100%-nál). A vallási megoszlás a következő volt: római katolikus 47,5%, református 17%, evangélikus 0,4%, görögkatolikus 0,2%, felekezet nélküli 11,3% (23,6% nem nyilatkozott).
2022-ben a lakosság 84,7%-a vallotta magát magyarnak, 1,3% németnek, 0,9% ukránnak, 0,7% cigánynak, 0,2% románnak, 1,4% egyéb, nem hazai nemzetiségűnek (14,5% nem nyilatkozott; a kettős identitások miatt a végösszeg nagyobb lehet 100%-nál). Vallásuk szerint 34,6% volt római katolikus, 12,4% református, 0,9% görög katolikus, 0,5% evangélikus, 0,4% egyéb keresztény, 0,4% egyéb katolikus, 6,6% felekezeten kívüli (44% nem válaszolt).

## Nevezetességei
- Az 1780-as években barokk stílusban épült, Szent Gábor főangyal tiszteletére szentelt római katolikus templom
- A hívek adakozásából 1836-ban épült református templom
- Satzger- (vagy Takács-) kastély
- A külső-somogyi népies építészet jellemzőit mutató, vályogból épült, 19. századi nádtetős, íves oldaltornácos, vert falú,  elöl oromfalas vagy csonkakontyos műemlékház[16]

## Képek

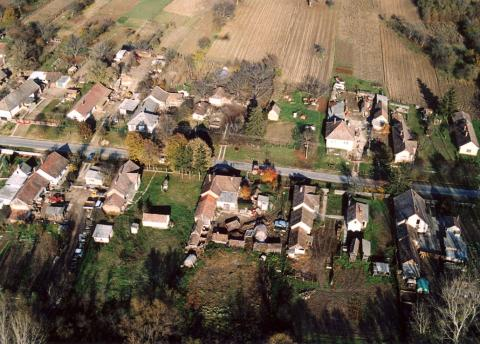
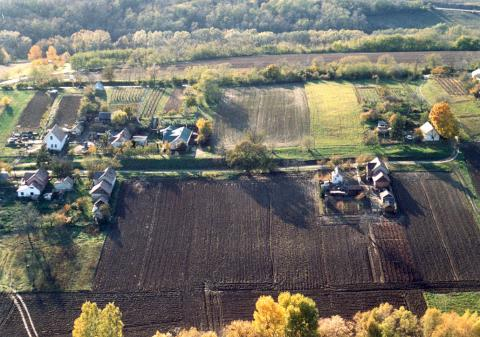

## Labdarúgás
Az 1997-ben alapított Bálványos KSE honlapja: 